# Glock 37
Pour les articles homonymes, voir Glock (homonymie).

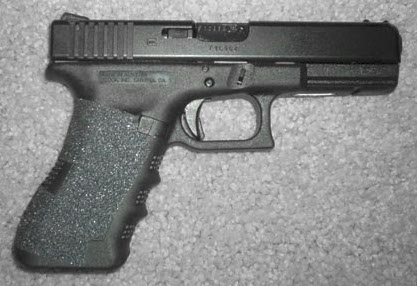
Glock 37

Le Glock 37 est la version en .45 GAP du Glock 17.

## Identification
L'arme est de couleur noire mate. Le G37 possède des rayures de maintien placées à l'avant et à l'arrière de la crosse, un pontet rectangulaire se terminant en pointe sur sa partie basse et à l'avant, hausse et mire fixe. On trouve le marquage du modèle à l'avant gauche du canon. Les rainures sur la crosse ainsi que les différents rails en dessous du canon pour y positionner une lampe n'apparaissent que depuis la deuxième génération. Sur la quatrième génération, on note l'apparition d'un rail au standard "Picatinny" cranté sur toute la longueur et d'un bouton de déverrouillage du chargeur ambidextre.

## Technique
- Fonctionnement : Safe Action
- Munition :	.45 GAP
- Longueur totale :	189 mm
- Longueur du canon :	116 mm
- Capicité du chargeur : 10 cartouches
- Masse de l'arme avec un chargeur vide : 	735 g
- Masse de l'arme avec un chargeur plein : 	1 005 g

## Diffusion
Aux États-Unis, le Glock 37 est une arme de police adoptée par les membres des New York City Police Department, New York State Police, Georgia State Patrol, Pennsylvania State Police, South Carolina Highway Patrol et Florida Highway Patrol.